# The Wreckers (opéra)
Représentations notables
The Wreckers (Les Naufrageurs) est un opéra en trois actes composé par Ethel Smyth, sur un livret en français de Henry Brewster, et créé le 11 novembre 1906 à Leipzig.

## Histoire
C'est le troisième opéra d'Ethel Smyth. Il s'inspire des histoires de bateaux naufragés et pillés sur la côte des Cornouailles. C'est lors d'un voyage en Cornouailles que la compositrice découvrit ce mode de vie des naufrageurs qui lui inspire son opéra. Le librettiste, un ami de la compositrice, choisit d'écrire en langue française, car il y a plus de chances qu'un opéra soit créé en France ou en Belgique qu'au Royaume-Uni. Les Naufrageurs devait voir sa première à Monte Carlo avec Emma Calvé mais le projet échoua.
Après l'annulation de la création envisagée en France, Ethel Smyth ne trouve de possibilité qu'en Allemagne. The Wreckers est créé à Leipzig en langue allemande, sous le titre Standrecht, avec des coupes dans le dernier acte, le 11 novembre 1906, sous la direction de Richard Hagel.
Ethel Smyth rencontre de sérieuses difficultés pour faire représenter son oeuvre à Londres où l'on préfère les oeuvres classiques à toute nouveauté.
Thomas Beecham s'intéresse à l'œuvre et la fait traduire en anglais par Ethel Smyth et Alma Strettell  en assurant sa création britannique le 22 juin 1909 au Her Majesty's Theatre, avec Clementine de Vere Sapio dans le rôle de Thirza, John Coates dans celui de Mark, Arthur Winckworth dans celui de Pascoe, Lewis James celui de Lawrence et Elizabeth Amsden celui d'Avis. En 1910, Thomas Beecham ouvre sa saison à Covent Garden avec The Wreckers . Malgré la misogynie du chef d'orchestre, il considère l'opéra comme faisant partie des trois ou quatre meilleurs opéras anglais.
Ethel Smyth, grande admiratrice du talent de Gustav Mahler comme chef d'orchestre, espérait beaucoup de représentations qui auraient élargi son prestige, à Vienne, quand il en était le directeur en 1907. Mais Mahler quitte ses fonctions en 1910 pour partir aux États-Unis.
Quelques représentations ont eu lieu en Angleterre, notamment en 1994 lors des BBC Proms, à l'occasion du cinquantenaire de la mort de la compositrice. La performance a été enregistrée directement au Royal Albert Hall et édité en CD par le label Conifer Classics puis réédité par Retrospect Opera. 
En 2006, pour le centenaire de l'oeuvre, c'est le Duchy Opera qui monte quelques représentations au Hall for Cornwall, dans une orchestration réduite de Tony Burke, une Première en Cornouailles. 
En juillet 2015, à New York, le festival du Bard SummerScape, propose la première mise en scène  complète en anglais de l'oeuvre d'Ethel Smyth aux USA, sous la direction de Leon Botstein, qui dirige les choeurs et l'orchestre American Symphony. 
C'est finalement le festival de Glyndebourne qui ouvre sa session de l'été 2022, avec la version originale en français, complète assurant sa création mondiale.
Le Houston Grand Opera a monté à son tour une production dans une nouvelle traduction anglaise en 2022. 
Elle est reprise par le Badisches Staatstheater de Karlsruhe en octobre et novembre 2024 dans une mise en scène de Keith Warner (en), et constitue la création allemande de l'oeuvre en anglais,.
Et c'est une version en langue allemande complète qui sera présentée à Meiningen en octobre 2024 puis à Schwerin en février 2025, sous le titre de Strandrecht.

## Distribution
| Personnage                    | Voix          | distribution Première 11 Novembre 1906, direction musicale : Richard Hagel |
| ----------------------------- | ------------- | -------------------------------------------------------------------------- |
| Pascoe, le prêcheur local     | Baryton       | Walter Soomer                                                              |
| Thirza, son épouse            | Mezzo-soprano | Paula Doenges                                                              |
| Lawrence, le gardien de phare | Baryton       |                                                                            |
| Mark, jeune pêcheur           | Ténor         | Jacques Urlus                                                              |
| Avis, la fille de Lawrence    | Soprano       | Luise Fladnitzer                                                           |
| Chœur: villageois et pêcheurs |               |                                                                            |

## Argument et grands airs

### Acte 1
Un village de pêcheurs de Cornouailles. dimanche soir
Sur la route de la chapelle, les villageois boivent devant la taverne (chœurs : « Gods chosen people shall not pay »). Pascoe, le pasteur, arrive et les réprimande pour avoir bu de l'alcool le jour du Sabbat. Il déclare que c'est pour cela que le Seigneur a cessé de leur envoyer des navires à piller. Lawrence, le gardien du phare, a une autre explication : il a vu des balises allumées sur les falaises et il est certain que quelqu'un prévient les navires du danger. Les villageois jurent de trouver le traître parmi eux et de le détruire. (Chœurs : « Haste to the shore, the storm is nigh ») 
Mark, l'un des plus jeunes pêcheurs, était fiancé avec Avis, la fille du gardien du phare. Mais, ses inclinaisons se tournent désormais vers Thirza, la jeune épouse de Pascoe. Ignorant qu'Avis l'espionne, il chante une sérénade à son nouvel amour (« I will do for the love I bore him ») pendant que les autres villageois sont dans la chapelle provoquant la fureur jalouse d'Avis découvrant que les sentiments amoureux du jeune homme sont réciproques (« Fleeting is a maiden’s favour » et « Ha! Ha! Ha! The rat's in sight! » ). Thirza de son côté déclare son amour (« I will do for the love I bore him/Love, O thou shaft of gold »). Les villageois quittent la chapelle convaincus par le sermon enflammé de Pascoe de commettre de nouveaux actes de pillage sanglants. Le pasteur reproche à sa femme de ne pas avoir assisté à l'office, mais Thirza rétorque qu'elle ne supporte plus la vie au village et les conduites impitoyables des naufrageurs. Pascoe se retrouve seul avec ses pensées (« Mid wild rocks dwelling »).  Une tempête se prépare et un navire est attiré sur les rochers. Avec enthousiasme, les hommes du village anticipent les riches gains qui arriveront bientôt. À la stupéfaction générale, Avis revient et dénonce Pascoe comme le traître qui a averti les navires du danger. Les hommes acceptent de surveiller de près le prédicateur alors qu'ils commencent leurs préparatifs pour le sombre travail qui les attend (« Oh Lord, our God, avenge thy name »).

### Prélude instrumental
« On the cliffs of Cornwall »

### Acte 2
Un bord de mer désolé au pied des falaises
Mark ramasse des épaves et du bois flotté. C'est en effet lui qui est responsable des balises d'avertissement. Alors qu'il s'apprête à allumer son feu de joie à l'aide de la flamme de sa torche (« The Ballad of the bones », il entend Thirza l'appeler (« Mark not tonight ! ». Elle se précipite à ses côtés et le prévient que d'autres villageois sont à proximité et que s'il allume le feu, ils verront les flammes et viendront le piéger. Les amoureux s'embrassent (« Thirza ! Thirza ! This she at last, Come to me my love ») .Au début, Mark a l'intention d'allumer sa balise, mais lorsque Thirza lui déclare son amour, il s'arrête, réalisant qu'il la met en danger ainsi que lui-même. Mark la supplie de quitter Pascoe et de s'enfuir avec lui. Elle est réticente au début, mais cède peu à peu à ses supplications. Triomphalement, ils s'emparent ensemble du flambeau et allument le feu de joie. Pascoe arrive juste à temps pour voir les amoureux s'enfuir. Un instant, il voit le visage de sa femme au clair de lune et, saisi d'effroi, il s'effondre sur la plage. Il est toujours inconscient lorsqu'Avis et les hommes du village arrivent. Trouvant Pascoe près de la balise, ils sont certains qu'il est le traître.

### Acte 3
L'intérieur d'une grande grotte
Un tribunal improvisé a été convoqué et Lawrence est désigné procureur puisqu'il était l'un des hommes qui ont découvert Pascoe, apparemment en flagrant délit. Pascoe refuse de reconnaître le tribunal et ignore leurs questions. Avis le déclare victime de sorcellerie, car il est visiblement toujours sous le charme de sa jeune épouse, Thirza.
Les preuves semblent claires. La foule réclame la mort de Pascoe, mais à ce moment-là, Mark fait irruption parmi eux et avoue que c'est lui qui les a trahis. Thirza s'avance également pour reconnaître sa part de responsabilité (« I ask to die… that I have lived that I loved »Avis tente de sauver Mark en prétendant qu'il a passé la nuit avec elle, mais les amoureux sont déterminés à affronter leur destin ensemble.
Le verdict est inévitable. Les amoureux doivent rester enchaînés alors que la marée montante remplit progressivement la grotte. Une fois de plus, Pascoe supplie Thirza de se repentir, mais elle le rejette à nouveau, préférant mourir avec Mark. Les villageois partent alors que les eaux commencent à monter et, avec extase, les amants affrontent la mort dans les bras l'un de l'autre.

## Discographie
- The Wreckers, Anne-Marie Owens, Justin Lavender, Peter Sidhom, David Wilson-Johnson, Judith Howarth, et la Huddersfield Choral Society dirigée par Odaline de la Martinez, 1994 (Conifer Records/BMG).